# Сейсмічність Гондурасу
Територія Гондурасу — характеризується високою сейсмічністю. Відповідно в межах території країни та прилеглого на півночі Карибського моря спостерігаються досить часті і сильні землетруси. 

## Загальна характеристика
80 % території Гондурасу — є гірською місцевістю, також є низини вздовж узбережжя моря. Середні висоти над рівнем моря — 684 м. В західній частині країни висота поверхні над рівнем моря досягає відміток понад 2700 м. Глибока тектонічна долина розтинає гірські масиви з півночі на південь Гондурасу. Дуже часті землетруси досягають магнітуди >7 балів (за шкалою Ріхтера).

## Землетруси XXІ століття

### 2009
28 травня в Гондурасі стався сильний за (шкалою інтенсивності МSK-64) землетрус магнітудою 7,1 балів (за шкалою Ріхтера). В результаті землетрусу було зруйновано понад 59 будинків, серйозно постраждали десятки шкіл, шпиталів на півночі і в центрі країни. Загинуло 6 осіб, серед загиблих — четверо дітей віком від 3 до 15 років, 13 осіб — отримали поранення.

### 2016
30 вересня, за повідомленням агентства AFP, біля узбережжя Гондурасу стався помірний (за шкалою інтенсивності МSK-64) землетрус магнітудою 5,1 балів (за шкалою Ріхтера). Епіцентр землетрусу знаходився за 111 км на північний схід від міста Трухільо, гіпоцентр землетрусу залягав на глибині 10 км.

### 2018
10 січня, о 02:51:33 (UTC), на віддалених островах, що належать Гондурасу, стався сильний (за шкалою інтенсивності МSK-64) землетрус магнітудою 7,6 балів (за шкалою Ріхтера). Епіцентр землетрусу знаходився за 202 км на північ від населеного пункту Барра-Патука, гіпоцентр землетрусу залягав на глибині 10 км. Згідно повідомлення агентства Reuters, підземні поштовхи також відчувалися в північній частині Центральної Америки. На Кубі, в Мексиці, Гондурасі, Белізі і Ямайці попереджали про загрозу цунамі з висотою хвиль до 1 м.

### 2021
26 серпня, о 00:04:19 (за київським часом), Головним центром спеціального контролю ДКАУ з території Гондурасу зареєстровано помірний (за шкалою інтенсивності МSK-64) землетрус магнітудою 5,2 балів (за шкалою Ріхтера).

### 2025
8 лютого, за повідомленням агентства Reuters, в Карибському морі на північ від Гондурасу стався сильний (за шкалою інтенсивності МSK-64) землетрус у регіоні, який став найпотужнішим землетрусом у регіоні за останні чотири роки. Геологічна служба США (USGS) повідомила про магнітуду землетрусу 7,6 балів (за шкалою Ріхтера), тоді як Німецький науково-дослідний центр геонаук повідомив про магнітуду — 7,5 балів (за шкалою Ріхтера). Гіпоцентр землетрусу залягав на глибині 10 км (6,21 милі).